# طواف تركيا 2011
طواف تركيا 2011 هو سباق دراجات هوائية أقيم بتاريخ 24 أبريل–1 مايو، تكون السباق من 8 مراحل وامتدّ لمسافة 1363.5 كم بسرعة 40.38 كم/س، استغرق السباق 33 ساعة 45 دقيقة 48 ثانية.